# 378
| 378                |
| ------------------ |
| Dødsfald - Fødsler |
|                    |

| Gregoriansk kalender | 378 CCCLXXVIII          |
| Ab urbe condita      | 1131                    |
| Armensk kalender     | I/T                     |
| Kinesiske kalender   | 3074 – 3075 丁丑 – 戊寅 |
| Etiopisk kalender    | 370 – 371               |
| Jødisk kalender      | 4138 – 4139             |
| Hindukalendere       |                         |
| - Vikram Samvat      | 433 – 434               |
| - Shaka Samvat       | 300 – 301               |
| - Kali Yuga          | 3479 – 3480             |
| Iransk kalender      | 244 BP – 243 BP         |
| Islamisk kalender    | 252 BH – 251 BH         |

Se også 378 (tal)

## Begivenheder
- Slaget ved Hadrianopolis i Thrakien, d. 9. august.